# Ricardo Canales (actor)
Ricardo Canales (Valladolid, España, 1897 - Ibídem, 1978) fue un actor dramático español con carrera en Argentina. Es el padre de Ricardo Canales Niaucel y la actriz Susana Canales.

## Carrera
Hijo del dueño del teatro donde comienza su carrera, decide emigrar a Venezuela luego de que estallara la Guerra Civil. Actor de larga trayectoria en su país, se radica en la Argentina a comienzos de 1940 hasta 1950, año en el que vuele a su país natal.
En cine debuta durante la época de oro de la cinematografía argentina en 1942 con Tú eres la paz, con la dirección de Gregorio Martínez Sierra, y las actuaciones de Catalina Bárcena y Alicia Barrié. Se despide con Don Juan Tenorio en 1949, bajo la dirección de Luis César Amadori, con las actuaciones de Luis Sandrini y Tita Merello.
En teatro integró la Compañía de Margarita Xirgú, la Compañía de Eugenia Zúffoli y luego la suya propia.
Tuvo dos hijos, Ricardo Canales Niaucel nacido en Valencia el 27 de septiembre de 1924 quien falleció en Buenos Aires el 15 de agosto de 1993 (se desarrolló como gerente de la Asociación de Empresarios Teatrales en Buenos Aires-Argentina) y Susana Canales Niaucel nacida en Madrid el 5 de septiembre de 1933 quien desarrolló su talento como actriz en la compañía de su padre.

## Filmografía
En Argentina:
- 1949: Don Juan Tenorio.
- 1948: El tambor de Tacuarí.
- 1947: La copla de la Dolores.
- 1946: Rosa de América
- 1943: La piel de zapa.
- 1943: Safo, historia de una pasión como Delavalle
- 1942: Tú eres la paz

En España:
- 1966: Mestizo
- 1961: Teresa de Jesús
- 1960: Café de chinitas.
- 1953: Así es Madrid.

## Teatro
- 1962: Los Culpable/Accidente 703.
- Las cinco advertencias de Satanás
- La Gioconda